# سامانه‌های دفاعی پیشرفته رافائل
سامانه‌های دفاعی پیشرفته رافائل (به عبری: רפאל - מערכות לחימה מתקדמות בע"מ) یک شرکت فناوری و تولید جنگ‌افزار اسرائیلی است. رافائل در سال ۱۹۴۸ به عنوان لابراتور ملی تحقیق و توسعه دفاعی اسرائیل زیر نظر وزارت دفاع تأسیس شد و در سال ۲۰۰۲ به صورت یک شرکت با مسئولیت محدود درآمد.
فعالیت رافائل در زمینه طراحی و تولید سلاح‌ها و فناوری‌های دفاعی و نظامی برای اسرائیل و مشتریان خارجی است.

## تاریخ
این شرکت دولتی اسرائیلی در حوزهٔ فناوری‌های نظامی و هوافضا در سال ۱۹۴۸ با عنوان «سپاه علمی» (HEMED) به رهبری شلومو گور تأسیس شد. در سال ۱۹۵۲، نام آن به «مدیریت طراحی و توسعه» تغییر یافت. همان سال، داوید بن گوریون تصمیم گرفت فعالیت‌های «حمد» را به دو نهاد مجزا تفکیک کند؛ تحقیقات علمی صرف به «حمد» سپرده شد و توسعهٔ تسلیحات در اختیار نهادی جدید به نام امت (EMET) قرار گرفت.
در سال ۱۹۵۴، بن‌گوریون نام نهاد امت را به رافائل تغییر داد که برگرفته از عبارت عبری רשות לפיתוח אמצעי לחימה به‌معنای «سازمان توسعهٔ تجهیزات جنگی» است. ساختار این مجموعه در سال ۱۹۵۸ نیز مورد بازسازماندهی قرار گرفت و به شکل منسجم‌تری ادامه یافت.
در سال ۱۹۹۵، اسحاق رابین از آموس هورِو خواست تا ریاست هیئت‌مدیرهٔ رافائل را برعهده گیرد؛ پیش از آن، هورِو سال‌ها رئیس کمیتهٔ مشاوران شرکت بود.  او تا ژانویهٔ ۲۰۰۱ در این مقام باقی ماند.
در دههٔ ۱۹۹۰، رافائل با زیان‌های مالی مواجه بود؛ در سال ۱۹۹۵، این زیان به ۱۲۰ میلیون دلار در برابر گردش مالی ۴۶۰ میلیون دلاری رسید. در نتیجه، تصمیم به ساختارسازی جدید و تبدیل رافائل به یک شرکت محدود گرفته شد. ساختار جدید شامل سه بخش مستقل بود که هر کدام با صورت مالی جداگانه، به‌عنوان مرکز سود عمل می‌کردند.
در سال ۲۰۰۲، ساختارسازی به پایان رسید و رافائل به‌طور رسمی به‌عنوان شرکت بامسئولیت محدود ثبت شد؛ البته مالکیت دولتی حفظ شد. برای حفظ توانمندی‌های فناورانه، حدود ۱۰٪ از گردش مالی سالانه به برنامه‌های تحقیق‌ و توسعه اختصاص یافت. در نخستین سال فعالیت به‌عنوان شرکت محدود، رافائل ۳۷ میلیون دلار سود خالص با فروش ۸۳۰ میلیون دلاری گزارش کرد. تا سال ۲۰۱۶، سود خالص سالانه به ۴۷۳ میلیون شِکِل (حدود ۱۳۰ میلیون دلار) رسید که ۳٪ نسبت به سال قبل رشد داشت. میزان سفارش‌های جدید در سال مذکور ۱۰٫۷ میلیارد شِکِل و فروش نهایی ۸٫۳۲ میلیارد شِکِل بود که ۶٪ رشد را نسبت به سال قبل نشان می‌داد. حجم سفارش‌های در انتظار تا پایان سال نیز ۲۱٫۷۲ میلیارد شِکِل اعلام شد، معادل رشد ۱۲٪ نسبت به سال ۲۰۱۵.
در ۱۴ اکتبر ۲۰۰۷، نام شرکت از «سازمان توسعهٔ تجهیزات جنگی رافائل» به رافائل سیستم‌های دفاعی پیشرفته با مسئولیت محدود تغییر یافت.

## دستاوردهای تکنولوژیک
- شفریر یکی از موفق‌ترین موشک‌های هوابه‌هوا. در جنگ یوم کیپور ۱۹۷۳ هواپیماهای اسرائیلی ۱۷۶ موشک شفریر-۲ شلیک کرده و ۸۹ هواپیمای دشمن را سرنگون کردند.
- اسپایک موشک هدایت‌شونده ضدتانک از نوع شلیک و بعد هیچ نسل چهارم
- پاپ‌آی سیستم موشکی هوابه‌زمین.
- گنبد آهنین نخستین سیستم پدافندی دنیا برای رهگیری راکت‌های کوتاه‌برد و گلوله‌های توپخانه‌ای
- تروفی دومین سیستم پدافندی و حفاظت فعال زرهی دنیا که برای تخریب گلوله‌های مهاجم بر روی زره‌پوش‌ها نصب می‌شود.[۹]
- پروتکتور نخستین قایق جنگی بدون سرنشین است که در ناوگان نظامی کشورهای سنگاپور و مکزیک و اسرائیل تا کنون به صورت عملیاتی استفاده شده است.[۱۰]
- فلاخن داوود سیستم موشکی سطح‌به‌هوا